# Zuidelijke luzernevlinder
De zuidelijke luzernevlinder (Colias alfacariensis) is een dagvlinder uit de familie Pieridae, de witjes.
De zuidelijke luzernevlinder komt voor op kalkgraslanden met paardenhoefklaver. Het is een Centraal-Europese soort die als trekvlinder ook noordelijker kan worden aangetroffen.
De vliegtijd is van april tot en met oktober.
Op de foto rechts toont een mannelijk exemplaar, het vrouwtje heeft eenzelfde tekening op de vleugels maar die zijn niet geel maar wit.